# Una lunga fila di croci
Una lunga fila di croci (titolo internazionale A Noose for Django) è un film del 1969 diretto da Sergio Garrone.
La pellicola è stata omaggiata alla Mostra Internazionale d'Arte Cinematografica di Venezia del 2007, all'interno della retrospettiva sugli spaghetti-western.

## Trama
Due cacciatori di taglie uniscono le loro forze per eliminare la banda di Fargo, un fuorilegge che si è arricchito facendo commercio di peones messicani; spinti però da interessi diversi inevitabilmente i due protagonisti si troveranno faccia a faccia per chiudere i conti.

## Incassi
Incasso accertato sino a tutto il 31 dicembre 1969 £ 492.966.000.